# Буркин, Владимир Иванович
Влади́мир Ива́нович Бу́ркин (9 января 1936, село Черняное, Тамбовская область — 15 января 2015, Тамбов) — советский, российский врач; заслуженный врач Российской Федерации (1995), почётный гражданин города Тамбова.

## Биография
Окончил школу-семилетку и с отличием — Тамбовское медицинское училище, в 1961 г. — Воронежский медицинский институт. Работал главным врачом Тигрицкой участковой больницы в Минусинском районе (Красноярский край), в 1963—1971 гг. — в участковой больнице села Черняное.
С 1971 г. учился в ординатуре при Саратовском медицинском институте, затем в течение 2 лет работал рентгенологом в госпитале города Мбея (Танзания); освоил язык суахили.
Вернувшись в Тамбов, работал сначала старшим рентгенологом областной больницы, главным врачом промышленной поликлиники, с 1987 г. — главным врачом МЛПУ «4-я городская больница». За время руководства больницей № 4 инициировал открытие детской и взрослой поликлиник, присоединение бывшей больницы завода «Ревтруд», открытие хосписа и геронтологического центра, кабинета врача общей практики; создание реабилитационных центров при образовательных учреждениях Советского района.
Избирался депутатом Тамбовской городской Думы II, III и IV созывов (1996—2010).
Похоронен на Воздвиженском кладбище (Тамбов).

### Семья
Отец — Иван Буркин, участник Великой Отечественной войны; мать — Мария;
- братья — Николай, Михаил, Алексей (Заслуженный врач России), Александр; сёстры — Нина, Татьяна.

Жена — Светлана Михайловна, врач;
- дочери: Галина, Ольга — врачи.

## Награды и признание
- Значок «Отличнику здравоохранения» (1968)
- Заслуженный врач Российской Федерации (1995)
- Почётный гражданин города Тамбова (2007)